# Алмаз Ајана
Алмаз Ајана Еба (оромо: Almaaz Ayyanaa Eebbaa; амх. አልማዝ አያና ኤባ, рођена 21. новембра 1991.) је етиопска, тркачица на дуге стазе. Освојила је златну медаљу на 10.000 метара и бронзу на 5000 метара на Олимпијским играма у Рију 2016. Алмаз је четворострука освајачица медаља на Светском првенству у атлетици: освојила је бронзу на 5.000 метара 2013., злато 2015., као и злато на 10.000 метара и сребро на 5.000 метара 2017. године.
Оборила је светски рекорд на 10.000 метара у времену од 29:17,45 (29 минута, 17 секунди, 45 стотинки) кад је освојила златну медаљу на Олимпијским играма у Рију. На Светском првенству 2017. у Лондону, Алмаз је освојила титулу на 10.000 метара, са 46 секунди предности испред другопласиране. Алмаз је на шестом месту на 5.000. метара и на трећем месту на 10.000 метара на светским ранг листама најбржих тркачица свих времена. Светска атлетика је прогласила Ајану за најбољу атлетичарку у 2016. години.
У Амстердаму 2022. Алмаз је дебитовала у најбржем женском маратону икада.

## Одрастање
Алмаз Ајана је рођена у Венбери, у региону Бенишангул-Гумуз, у Етиопији. Рођена као седмо дете од деветоро браће и сестара. Почела је да трчи у локалној школи са око 13-14 година. Попут познатих атлетичарки Фатуме Роба и Дерарту Тулу, Алмаз је такође Оромо порекла. Поред свог матерњег језика оромо, Алмаз говори и амхарски. Име Алмаз на амхарском значи „дијамант“.
Алмаз је удата за свог друга из детињства, дугогодишег партнера и садашњег тренера Сореса Фиду.

## Каријера

### 2013–2014: Светска бронза на 5.000 м у Москви
Са 21 године, Алмаз је освојила бронзану медаљу у трци на 5.000 метара на Светском првенству у атлетици 2013. одржаном у Москви.
На Афричком првенству 2014. у Маракешу, победила је фаворизовану Гензебе Дибабу и освојила титулу у рекордном времену шампионата од 15:32,72. Месец дана касније на Континенталном купу, одржаном такође у Маракешу, победила је на 5.000 м са више од 24 секунди предности у односу на другопласирану.

### 2015: Светска шампионка на 5.000 м у Пекингу
У мају 2015. Алмаз је истрчала лични рекорд од 14:14,32 у трци на 5000 м на митингу Дијамантске лиге у Шангају. На Светском првенству у Пекингу у августу, победила је на 5.000 м са временом 14:26,83, чиме је поставила нови рекорд шампионата.

### 2016: Олимпијска шампионка у Рију на 10.000 м са новим светским рекордом:29:17,45
Алмаз је 2. јуна 2016. истрчала лични рекорд на 5.000 м у времену 14:12,59 на митингу Дијамантске лиге у Риму. Ово ју је тада учинило другом најбржом женом икада на овој дистанци, иза тадашње светске рекордерке Тирунеш Дибабе (14:11,15). Касније тог месеца, први пут је такмичарски трчала на 10.000 метара на Олимпијским квалификацијама етиопског тима одржаним у Хенгелу у Холандији. Ајана је истрчала најбржи деби у историји са 30:07,00, победивши Тирунеш Дибабу и напредујући на осмо место на светској листи свих времена.
На Летњим олимпијским играма 2016. одржаним у августу у Рио де Жанеиру, Алмаз је истрчала светски рекорд у времену од 29:17,45 на 10.000 метара, надмашивши 23-година стар светски рекорд кинеске атлетичарке Ђунсје Ванг. Другопласирана у овој трци, Вивијан Черијот из Кеније, завршила је само секунду спорије од бившег светског рекорда Кинескиње Ванг, а двострука олимпијска шампионка на 10.000 метара, Тирунеш Дибаба, освојила је бронзану медаљу са 12 секунди напретка у односу на свој лични рекорд и тада четврто најбрже време у историји.
Лагани режим тестирања на допинг у Етиопији и допинг скандали који су захватили атлетику пре Олимпијских игара у Рију довели су до питања да ли је Алмаз користила допинг. Британски коментатори Брендан Фостер и Пола Редклиф, обоје бивши светски рекордери у дугопругашким дисциплинама, били су скептични према Ајанином наступу. Неке такмичарке су пријавиле да је Етиопљанка пре рекордне трке кашљала и да није деловала добро. На конференцији за штампу после рекордне трке, Ајана је рекла да је њено време било само резултат напорног тренинга.

### 2017: Златна на 10.000 м и сребрна на 5.000 м на Светском првенству у Лондону
Ајана је 5. августа 2017. победила у трци на 10.000 метара на Светском првенству у Лондону у времену 30:16,32. Осам дана касније освојила је сребро на 5.000 метара.

### 2018–2022: Повреде, мајчинство и повратак
Алмаз Ајана је скоро три године паузирала због проблема са повредама и због порођаја. Алмаз је поново почела да се такмичи у априлу 2022.
Дана 16. октобра 2022. године, 30-годишњакиња је дебитовала на најбржем женском маратону икада победивши у времену 2:17:20 на Амстердамском маратону. Алмаз је за скоро 40 секунди побољшала рекорд стазе, и тада је ставила себе на седмо место светске ранг листе најбржих маратонки свих времена.

## Достигнућа
Информације са профила Алмаз Ајане на сајту Светске атлетике.

### Међународна такмичења
| Година | Такмичење                    | Место                        | Позиција | Дисциплина    | Резултат | Белешка              |
| ------ | ---------------------------- | ---------------------------- | -------- | ------------- | -------- | -------------------- |
| 2010.  | Светско првенство за јуниоре | Монктон, Канада              | 5.       | 3.000 м стипл | 9:48,08  |                      |
| 2013.  | Светско првенство            | Москва, Русија               | 3.       | 5.000 м       | 14:51,33 |                      |
| 2014.  | Афричко првенство            | Маракеш, Мароко              | 1.       | 5.000 м       | 15:32,72 |                      |
| 2014.  | Континентални куп у атлетици | Маракеш, Мароко              | 1.       | 5.000 м       | 15:33,32 |                      |
| 2015.  | Светско првенство            | Пекинг, Кина                 | 1.       | 5.000 м       | 14:26,83 | РСП                  |
| 2016.  | Олимпијске игре              | Рио де Жанеиро, Бразил       | 3.       | 5.000 м       | 14:33,59 |                      |
| 2016.  | Олимпијске игре              | Рио де Жанеиро, Бразил       | 1.       | 10.000 м      | 29:17,45 | ОР, СР, АФР, РСП, НР |
| 2017.  | Светско првенство            | Лондон, Уједињено Краљевство | 2.       | 5.000 м       | 14:40,35 |                      |
| 2017.  | Светско првенство            | Лондон, Уједињено Краљевство | 1.       | 10.000 м      | 30:16,32 |                      |

### Лични рекорди
| Стаза                      | Дисциплина            | Време (минути:секуде:стотинке) | Место                  | Датум              | Напомене                              |
| -------------------------- | --------------------- | ------------------------------ | ---------------------- | ------------------ | ------------------------------------- |
| Атлетска стаза на стадиону | 3.000 метара          | 8:22,22                        | Рабат, Мароко          | 14. јун 2015.      |                                       |
| Атлетска стаза на стадиону | 5.000 метара          | 14:12,59                       | Рим, Италија           | 2. јун 2016.       | 6. најбржа свих времена               |
| Атлетска стаза на стадиону | 10.000 метара         | 29:17,45                       | Рио де Жанеиро, Бразил | 12. август 2016.   | 3. најбржа свих времена, некадашњи СР |
| Друм (ван стадиона)        | 10 километара         | 32:19                          | Луанда, Ангола         | 31. децембар 2010. |                                       |
| Друм (ван стадиона)        | (сати:минути:секунде) |                                |                        |                    |                                       |
| Друм (ван стадиона)        | Полумаратон           | 1:05:30                        | Лисабон, Португал      | 12. март 2023.     |                                       |
| Друм (ван стадиона)        | Маратон               | 2:17:20                        | Амстердам, Холандија   | 16. октобар 2022.  |                                       |